# إبراهيم باي القرتلي
إبراهيم باي القرتلي هو باي قسنطينة وحاكم بايلك الشرق ضمن أيالة الجزائر في العهد العثماني. امتد حكمه بين سنتي 1822 و1824 ليخلفه فيما بعد محمد محمدي باي بن خان.